# 스딩구

스딩 구의 위치

스딩구(한국어: 석정구, 중국어: 石碇區, 병음: Shídìng Qū)는 중화민국 신베이시의 구이다. 넓이는 144.3498km2이고, 인구는 2015년 8월 기준으로 7,825명이다.

## 지리
타이베이 분지의 동남쪽에 위치하고 서쪽은 신뎬 구, 선컹 구, 동쪽은 핑린 구, 북쪽은 핑시 구와 접한다.

## 교육
- 화판 대학

## 교통
- 국도 5호선